# Peplometus chlorophthalmus
Peplometus chlorophthalmus là một loài nhện trong họ Salticidae.
Loài này thuộc chi Peplometus. Peplometus chlorophthalmus được Eugène Simon miêu tả năm 1900.